# Цветков, Пётр Павлович
Пётр Па́влович Цветко́в (1875—1919) — русский востоковед, разведчик, капитан Генерального штаба.

## Биография
Окончил Офицерские курсы восточных языков при Азиатском департаменте МИДа (1902). Владел арабским и турецким языками, а также французским. немецким. английским, итальянским, персидским. Владел «разговорным языком жителей Туркестана».
Был на военно-дипломатической службе на Ближнем Востоке и в Турции. В начале 1900-х гг. (два года) и с 1909 служил в военной администрации Туркестанского генерал-губернаторства. С весны 1917 — управляющий канцелярией Туркестанского генерал-губернаторства.
В 1909—1910 годах являлся резидентом российской разведки на Среднем Востоке под прикрытием вице-консульства в Систане.
Позднее — лектор Ташкентского отделения Императорского Общества востоковедения.
С конца 1917 — начальник канцелярии народного комиссариата по административной и гражданской части Туркестанской Республики. С 1918 читал курс мусульманского права в Туркестанском университете. В 1918 — председатель совета инициативной группы по созданию Туркестанского восточного института (открыт в Ташкенте в ноябре 1918).
В 1918 — один из руководителей (вместе с Агаповым и Тишковским) готовившей военный переворот «Туркестанской военной организации». В декабре 1918 они объединились с группой сторонников военного комиссара ТуркРеспублики К. Осипова во «Временный комитет рабоче-крестьянской организации», Цветков стал членом президиума этого комитета. В конце 1918 начал издавать в Ташкенте бюллетень «Свободная пресса» (вышло около 10 номеров). В авторских статьях изложил свою концепцию «народной власти», противоречащую «диктатуре пролетариата». Критиковал советскую власть, вместе с тем осудил и казнь «осиповцами» туркестанских комиссаров.
Арестован в январе 1919 г. как участник заговора и мятежа военного комиссара Туркестана Осипова.
Расстрелян большевиками.

## Научное наследие
Автор турецко-русского и русско-турецких словарей (оба в 1902) и других книг. После его казни остались в рукописи еще 3 тома «Истории исламизма», дальнейшая судьба которых неизвестна. Собрал в личную коллекцию 700 томов восточных рукописей и редких старинных книг. После его расстрела жена безвозмездно отдала в Ташкентскую публичную библиотеку.
Автор работ по исламоведению, истории Османской империи, турецкому языку.
Главный труд — «Исламизм» — получил неоднозначную оценку востоковедов.

### Труды
- Русско-турецкий словарь. — СПб., 1902.
- Турецко-русский словарь. — СПб., 1902.
- От Ташкента до Сеистана. Путевые впечатления. — Ташкент, 1910.
- Шариат и суд. — Перевод с турецкого языка. — В 3-х тт. — Ташкент, 1911.
- Исламизм. — В 4-х тт. — Ашхабад, 1912—1913.